# Тетерев'ятка (село)
Тетерев'ятка (рос. Тетеревятка) — село у Жирновському районі Волгоградської області Російської Федерації.
Населення становить 318  осіб. Входить до складу муніципального утворення Тетерев'ятське сільське поселення.

## Історія
Село розташоване у межах українського історичного та культурного регіону Жовтий Клин.
Згідно із законом від 21 лютого 2005 року № 1009-ОД для населеного пункту було встановлено органом місцевого самоврядування Тетерев'ятське сільське поселення.

## Населення
| 1891 | 2010 | 2012 | 2013 | 2014 | 2015 | 2016 |
| ---- | ---- | ---- | ---- | ---- | ---- | ---- |
| 3837 | ↘392 | ↘380 | ↘370 | ↘357 | ↘336 | ↘321 |
| 2017 |      |      |      |      |      |      |
| ↘318 |      |      |      |      |      |      |